# Fred Hale (calciatore)
Fred Hale (17 luglio 1979) è un ex calciatore e giocatore di beach soccer salomonese, di ruolo portiere.

## Carriera

### Calcio

#### Club
Dopo aver militato nel Koloale, nel 2005 è passato all'E.A. Strikers. Nel 2006 è tornato al Koloale. Nel 2007 è passato al Marist, club in cui ha militato per nove stagioni e con cui ha concluso la propria carriera nel 2016.

#### Nazionale
Ha debuttato in Nazionale il 21 giugno 2000, in Isole Salomone-Isole Cook (5-1). Ha partecipato, con la Nazionale, alla Coppa d'Oceania 2000 e alla Coppa d'Oceania 2002. È sceso in campo, inoltre, nei Giochi del Sud Pacifico 2003 e nelle qualificazioni al mondiale 2010. Ha collezionato in totale, con la maglia della Nazionale, 13 presenze e 19 gol subiti.

### Beach soccer
Ha partecipato, con la Nazionale di beach soccer, ai mondiali di beach soccer 2006, 2007, 2008, 2009 e 2013.

## Statistiche

### Calcio

#### Cronologia presenze e reti in Nazionale
| Cronologia completa delle presenze e delle reti in nazionale ― Isole Salomone | Cronologia completa delle presenze e delle reti in nazionale ― Isole Salomone | Cronologia completa delle presenze e delle reti in nazionale ― Isole Salomone | Cronologia completa delle presenze e delle reti in nazionale ― Isole Salomone | Cronologia completa delle presenze e delle reti in nazionale ― Isole Salomone | Cronologia completa delle presenze e delle reti in nazionale ― Isole Salomone | Cronologia completa delle presenze e delle reti in nazionale ― Isole Salomone | Cronologia completa delle presenze e delle reti in nazionale ― Isole Salomone |
| Data                                                                          | Città                                                                         | In casa                                                                       | Risultato                                                                     | Ospiti                                                                        | Competizione                                                                  | Reti                                                                          | Note                                                                          |
| ----------------------------------------------------------------------------- | ----------------------------------------------------------------------------- | ----------------------------------------------------------------------------- | ----------------------------------------------------------------------------- | ----------------------------------------------------------------------------- | ----------------------------------------------------------------------------- | ----------------------------------------------------------------------------- | ----------------------------------------------------------------------------- |
| 21-6-2000                                                                     | Pirae                                                                         | Isole Salomone                                                                | 5 – 1                                                                         | Isole Cook                                                                    | Coppa d'Oceania 2000 - Gironi                                                 | -1                                                                            |                                                                               |
| 23-6-2000                                                                     | Pirae                                                                         | Australia                                                                     | 6 – 0                                                                         | Isole Salomone                                                                | Coppa d'Oceania 2000 - Gironi                                                 | -6                                                                            |                                                                               |
| 25-6-2000                                                                     | Pirae                                                                         | Nuova Zelanda                                                                 | 2 – 0                                                                         | Isole Salomone                                                                | Coppa d'Oceania 2000 - Semifinali                                             | -2                                                                            |                                                                               |
| 1-7-2003                                                                      | Suva                                                                          | Isole Salomone                                                                | 2 – 2                                                                         | Vanuatu                                                                       | Giochi del Sud Pacifico 2003                                                  | -2                                                                            |                                                                               |
| 3-7-2003                                                                      | Suva                                                                          | Isole Salomone                                                                | 7 – 0                                                                         | Kiribati                                                                      | Giochi del Sud Pacifico 2003                                                  | -                                                                             |                                                                               |
| 5-7-2003                                                                      | Nausori                                                                       | Isole Salomone                                                                | 4 – 0                                                                         | Tuvalu                                                                        | Giochi del Sud Pacifico 2003                                                  | -                                                                             |                                                                               |
| 7-7-2003                                                                      | Lautoka                                                                       | Figi                                                                          | 2 – 1                                                                         | Isole Salomone                                                                | Giochi del Sud Pacifico 2003                                                  | -2                                                                            |                                                                               |
| 25-8-2007                                                                     | Apia                                                                          | Isole Salomone                                                                | 12 – 1                                                                        | Samoa Americane                                                               | Qual. Mondiali 2010                                                           | -1                                                                            |                                                                               |
| 27-8-2007                                                                     | Apia                                                                          | Isole Salomone                                                                | 4 – 0                                                                         | Tonga                                                                         | Qual. Mondiali 2010                                                           | -                                                                             |                                                                               |
| 1-9-2007                                                                      | Apia                                                                          | Vanuatu                                                                       | 0 – 2                                                                         | Isole Salomone                                                                | Qual. Mondiali 2010                                                           | -                                                                             |                                                                               |
| 3-9-2007                                                                      | Apia                                                                          | Samoa                                                                         | 0 – 3                                                                         | Isole Salomone                                                                | Qual. Mondiali 2010                                                           | -                                                                             |                                                                               |
| 5-9-2007                                                                      | Apia                                                                          | Isole Salomone                                                                | 2 – 3                                                                         | Nuova Caledonia                                                               | Qual. Mondiali 2010                                                           | -3                                                                            |                                                                               |
| 7-9-2007                                                                      | Apia                                                                          | Isole Salomone                                                                | 0 – 2                                                                         | Vanuatu                                                                       | Qual. Mondiali 2010                                                           | -2                                                                            |                                                                               |
| Totale                                                                        |                                                                               | Presenze                                                                      | 13                                                                            |                                                                               | Reti                                                                          | -19                                                                           |                                                                               |